# Pedro Urraca Rendueles
Pedro Urraca Rendueles (Valladolid, 22 de gener de 1904 - Madrid, 14 de setembre de 1989) fou un policia espanyol i personatge de paper fonamental en l'aparell repressor del franquisme a l'exterior. Va ser l'encarregat de detenir i deportar el president Lluís Companys l'agost de 1940.

## Trajectòria
Fill de guàrdia civil, feu estudis reglats de comerç a Sant Sebastià (1916-1917), Bilbao (1918-1921) i Madrid (1921-1922). Marxà a l'Havana (1924) i altres destins americans abans de complir dos anys de servei militar a la marina (1925-1927) i d'ingressar a la policia el 1929. L'any següent casà amb Elena Cornette a París.
Agent de segona categoria del cos d'investigació i vigilància del Servei de Moneda Estrangera a l'esclat de la Guerra Civil espanyola, abandonà les seves funcions el 18 de juliol de 1936 i, després de mesos d'ocultació, acabà obtenint refugi diplomàtic francès. S'incorporà al bàndol franquista i viatjà a París abans d'acabar la Guerra Civil. Com a agregat policial a l'ambaixada espanyola, esdevingué personatge central de la xarxa policial que el nou règim de Franco implantà a França a partir de 1939, amb l'objectiu de controlar, interrogar i en alguns casos detenir, les principals autoritats republicanes a l'exili.
Fou una activitat repressiva que comptà amb la col·laboració de la Gestapo alemanya i de la policia del règim de Vichy. Entre moltes altres, el 13 d'agost de 1940 fou present a l'operació de detenció del president Lluís Companys a Ar Baol-Skoubleg, a la Bretanya, en feu el primer interrogatori a la presó de la Santé de Paris i el custodià fins a Madrid. La seva xarxa de persecució va desposseir de diners, béns i documents molts refugiats i en dificultà l'operació d'embarcament cap a Amèrica d'alguns.
El 1947 fou condemnat a mort i confiscació de béns en absència pels tribunals francesos sota l'acusació de col·laboració amb el nazisme, acollint-se a la posterior amnistia de 1953. Després d'un breu pas per Madrid, passà a treballar a les representacions diplomàtiques espanyoles d'Anvers i Brussel·les, des d'on es dedicà a investigar i perseguir el trànsit i l'activitat dels militants del Partit Comunista i suposats membres d'ETA, fins a la seva jubilació definitiva com a canceller consolar el 1982. Rebé del franquisme les distincions de comanador de l'orde del mèrit civil i de l'orde d'Isabel la Catòlica, així com la creu del mèrit policial.

## Fons personal
El seu fons personal es conserva a l'Arxiu Nacional de Catalunya. El fons és constituït per la documentació aplegada i produïda per Pedro Urraca Rendueles, principalment, com a resultat de la seva activitat personal i professional. S'hi pot trobar documents identificatius propis i de la seva muller, Elena Cornette, relatius al seu període de servei a la diplomàcia espanyola a França i Bèlgica, així com justificants de matrícula i qualificacions de les escoles de comerç de Sant Sebastià, Bilbao i Madrid i certificats de protecció dels immobles familiars a París i Sèvres. Pel que fa a l'activitat policial, el fons integra una còpia de l'expedient com a inspector de segona classe i certificats dels serveis prestats com a agregat a l'ambaixada espanyola a París (1939 – 1945); destaca pel seu volum la documentació referent als darrers anys de servei al Consolat General d'Anvers: notes de seguiment i control, correspondència, sol·licituds d'antecedents polítics i informes confidencials sobre persones i activitats contràries al règim franquista (1975 – 1976); així mateix, inclou la documentació referent al cessament del servei i la justificació de la seva actuació econòmica. Pel seu valor (principalment com a quaderns de viatge) cal destacar molt especialment els catorze dietaris personals del productor, que abasten el període 1922 – 1948 i són testimoni de la seva vida i activitats. Finalment, el fons aplega les comunicacions de la concessió de reconeixements per part del franquisme i alguns reculls d'informació política aplegats durant les acaballes de la seva llarga estada a Bèlgica. En el seu conjunt, el fons facilita una aproximació força completa a la trajectòria personal i professional d'un personatge de paper fonamental en l'aparell repressor del franquisme a l'exterior, l'home que va detenir, interrogar i lliurar Lluís Companys, l'únic president assassinat pel feixisme a Europa.

## Llegat
El 8 de novembre de 2022 es va estrenar la pel·lícula documental Urraca, caçador de rojos, dirigida per Pedro de Echave i Felip Solé, produïda per Quindrop Produccions Audiovisuals i Sègula Films, en coproducció amb Televisió de Catalunya, Televisió Espanyola i IB3 Televisió. L'obra repassa les seves maniobres repressores contra els exiliats, concretades en l'intent de detenir i extradir al president de la República espanyola Manuel Azaña, que va passar els seus darrers dies de vida emparat per la diplomàcia mexicana al poble occità de Montalban, la detenció i extradició del president de la Generalitat de Catalunya Lluís Companys, que es trobava amb la seva muller a la localitat bretona d'Ar Baol-Skoubleg, així com la del sindicalista i polític Joan Peiró o els periodistes socialistes Julián Zugazagoitia i Francesc Cruz Salido, tots ells jutjats sumaríssimament i afusellats per les autoritats de l'Espanya franquista.